# Jomo Cosmos
Jomo Cosmos is een Zuid-Afrikaanse voetbalclub uit Johannesburg die in het seizoen 2011/12 degradeerde uit de Premier Soccer League naar de National First Division.
In 1982 werd de licentie van het failliete Highlands Park overgenomen door oud-voetballer Jomo Sono die de club naar zichzelf en zijn oude club New York Cosmos vernoemde tot Jomo Cosmos Football Club. De club ging spelen in het Rand Stadion in Rosettenville, een buitenwijk van Johannesburg, dat plaats biedt aan 30.000 toeschouwers. In 1987 werd de club kampioen. In 1993, 2008 en 2010 degradeerde de club maar keerde telkens na één seizoen weer terug op het hoogste niveau.

## Bekende (oud-)spelers
- Felix Badenhorst
- Mamadou Diallo
- Mark Fish
- Morgan Gould
- Bruce Grobbelaar
- Aaron Mokoena
- Katlego Mphela
- Essau Kanyenda